# Лавриненко, Владимир Фёдорович (композитор)
Владимир Федорович Лавриненко (30 августа 1928 года, Анжеро-Судженск — 18 июля 1983 года, Томск) — советский композитор. Заслуженный работник культуры РСФСР (1976)

## Биография
Родился в рабочей семье, в ранней молодости работал на шахте.
Окончил оркестровое отделение Томского музыкального училища (1951, по классу кларнета), затем — теоретическое отделение там же (1957).
Руководил музыкальными коллективами в Томске, более тридцати лет возглавлял народный хор Томского электролампового завода (1950—1982). Создал вокально-хореографический ансамбль «Сибиринка» при Доме культуры профтехобразования.
Преподавал в Томском музыкальном училище.

## Творчество
Автор свыше 500 музыкальных произведений, в основном, песен. Сотрудничал с поэтами В. Пухначевым, С. Фогельсоном, М. Пляцковским, В. Боковым, С. Островым и др. Произведения включали в свой репертуар Сибирский и Омский народные хоры, хор имени Пятницкого («Зеленый горошек», «Частушки-загадки», «У мосточка возле брода»). Несколько пластинок с произведениями Лавриненко выпустила фирма «Мелодия».
Мелодия песни «К северу от Томска…» (недоступная ссылка) на протяжении нескольких десятилетий служит позывными томского областного радио.

## Память
Имя Лавриненко носит сквер у проходной Томского электролампового завода (Проспект Кирова, д. 5).